# 約瑟夫·克羅斯
約瑟夫·克羅斯（英語：Joseph Cross；1986年5月28日—）是一位美國演員。他出生並且成長在紐約。他曾是一位童星，自1997年就開始出演電影電視劇。

## 外部連結
- Joseph Cross在互联网电影资料库（IMDb）上的資料（英文）